# 平田清明
平田 清明（ひらた きよあき、 1922年8月17日 - 1995年3月1日）は、日本の経済学者。専門は、経済史・マルクス経済学。京都大学名誉教授。正四位勲二等瑞宝章。高島善哉ゼミ出身。
市民社会論を展開。元経済理論学会全国幹事。京都西山の自然と文化を守る会会長、フォーラム90s呼びかけ人、トロツキー50周年実行委員会世話人等も務めた。
杉本苑子が直木賞を受賞した「孤愁の岸」で描いた宝暦の木曾三川の大治水普請（宝暦治水事件）の総奉行、薩摩藩家老平田靱負の末裔。

## 略歴
- 1922年 東京市（現：東京都千代田区）生まれ
- 1947年 東京商科大学（現一橋大学）卒業
- 1949年 東京商科大学特別研究生修了
- 1950年 横浜国立大学横浜経済専門学校勤務
- 1952年 横浜国立大学経済学部助教授
- 1959年 埼玉大学経済短期大学部助教授
- 1965年 名古屋大学経済学部助教授
- 1970年 名古屋大学経済学部教授
- 1978年4月 京都大学経済学部教授
- 1982年1月 京都大学経済学部長・大学院経済学研究科長（1984年4月まで）
- 1984年4月 パリ第7大学およびパリ第3大学客員教授（1985年10月まで）
- 1986年
  - 3月 京都大学定年退官
  - 4月 神奈川大学経済学部教授
- 1988年9月 京都大学名誉教授
- 1990年10月 神奈川大学副学長（1993年3月まで）
- 1993年4月 立命館大学産業社会学部客員教授
- 1994年4月 鹿児島経済大学学長
- 1995年
  - 3月 鹿児島大学病院で死去、享年72
  - 4月 鹿児島経済大学大学葬、戒名：経学院授法清明居士

## 弟子
名大時代の弟子に山田鋭夫名大教授、八木紀一郎京大教授、植村邦彦関西大名誉教授、若森章孝関西大名誉教授が、斉藤日出治大阪産業大名誉教授、神奈川大学時代の弟子に丹野清人東京都立大学教授がいる。

## 叙位・叙勲
- 1995年3月28日正四位勲二等瑞宝章

## 親族
- 妻：1927年生まれ。東京学芸大学卒業。
- 長女：平田郁美（物理学者、群馬県教育委員会教育長）
- 長男：平田隆（株式会社アールテック・ウエノ取締役常務執行役員、名古屋大学卒業、同大学院修了（有機合成化学専攻））

## 著書

### 単著
- 『経済科学の創造――「経済表」とフランス革命』（岩波書店、1965年）
- 『市民社会と社会主義』（岩波書店、1969年）
- 『経済学と歴史認識』（岩波書店、1971年）
- 『社会形成の経験と概念』（岩波書店、1980年）
- 『コンメンタール『資本』』（日本評論社、1980年）
- 『経済学批判への方法叙説』（岩波書店、1982年）
- 『新しい歴史形成への模索』（新地書房、1982年）
- 『異文化とのインターフェイス』（世界書院、1987年）
- 『自由時間へのプレリュード』（世界書院、1987年）
- 『市民社会とレギュラシオン』（岩波書店、1993年）
- 『市民社会思想の古典と現代――ルソー、ケネー、マルクスと現代市民社会』（有斐閣、1996年）

### 共著
- （高島善哉・水田洋）『社会思想史概論』（岩波書店、1962年）
- （宮崎義一・篠原一）『転換期の思想』（新地書房、1978年）
- （山田鋭夫・加藤哲郎・黒沢惟昭・伊藤正純）『現代市民社会と企業国家』（御茶の水書房、1994年）

### 編著
- 『社会思想史』（青林書院新社、1979年）
- 『経済原論――市民社会の経済学批判』（青林書院新社、1983年）

### 共編著
- （山田鋭夫・八木紀一郎）『現代市民社会の旋回』（昭和堂、1987年）

### 訳書
- ジャン・バビー『経済学の基本原理』（大月書店、1953年）
- ガローデイ『近代フランス社会思想史』（ミネルヴァ書房、1958年）
- A・トゥレーヌ『ポスト社会主義』（新泉社、1982年）
- ジャック・アタリ『情報とエネルギーの人間科学――言葉と道具』（日本評論社、1983年）
- 『ケネー経済表』（岩波書店、1990年）